# Дудин, Владимир Аполлинарьевич
Влади́мир Аполлина́рьевич Дуди́н (латыш. Vladimirs Dudins, 7 мая 1960 года, Кирово-Чепецк, Кировская область, РСФСР, СССР — 6 сентября 1994 года, Латвия) — советский и латвийский хоккеист.

## Биография
Родился 7 мая 1960 года в Кирово-Чепецке. Воспитанник ДЮСШ местной «Олимпии» (первый тренер Д. В. Думаревский), за которую начал выступать в 17 лет.
В 1981 году в составе первого звена «Олимпии» Дудин—Дмитриев—Обухов был приглашён в команду высшей лиги чемпионата СССР «Химик» (Воскресенск), с сезона 1982/1983 выступал за рижское «Динамо», а в сезоне 1987/1988 — играл в ижевской «Ижстали».
После выхода Латвии из СССР принял приглашение выступавшего в чемпионате Латвии рижского клуба «Saurieši» (в 1992 году названного «NIK’s Brih», ныне — «Монарх», переехавший в Озолниеки).